# Hadamard-Ungleichung
In der Mathematik beschreibt die Hadamard-Ungleichung eine Abschätzung für die Determinante (eine Zahl, die einer quadratischen Matrix zugeordnet wird) in einer quadratischen Matrix. Benannt ist sie nach dem französischen Mathematiker Jacques Salomon Hadamard.

## Klassische Hadamard-Ungleichung
Sei {\displaystyle M} eine {\displaystyle (n\times n)}-Matrix über den komplexen Zahlen mit den Spaltenvektoren {\displaystyle m_{1},\dots ,m_{n}}, dann gilt mit der Euklidischen Norm {\displaystyle \|\cdot \|_{2}}
{\displaystyle |\det M|\,\leq \,\prod _{i=1}^{n}\|m_{i}\|_{2}.}
Mit der QR-Zerlegung {\displaystyle M=QR} der Matrix {\displaystyle M} gilt nämlich
{\displaystyle |\det M|=|\det Q|\cdot |\det R|=|\det R|\leq \|r_{1}\|_{2}\cdot \ldots \cdot \|r_{n}\|_{2},}
wobei {\displaystyle \|r_{i}\|_{2}=\|Qr_{i}\|_{2}=\|m_{i}\|_{2}} ist.

## Geometrische Anschauung
Ist {\displaystyle M} eine {\displaystyle (n\times n)}-Matrix mit reellen Einträgen, so ist {\displaystyle |\det(M)|} das Volumen des von ihren Zeilen- oder Spaltenvektoren {\displaystyle m_{i}} aufgespannten {\displaystyle n}-dimensionalen Parallelepipeds. Dieses Volumen wird maximal für orthogonale Zeilen (bzw. Spalten) und ist folglich höchstens so groß wie das Volumen {\displaystyle \prod _{i=1}^{n}\|m_{i}\|_{2}} des {\displaystyle n}-dimensionalen Quaders mit Kanten der Längen {\displaystyle \|m_{i}\|_{2}}.

## Abgeschwächte Hadamard-Ungleichung
Sei {\displaystyle (R,|\cdot |)} ein kommutativer Ring mit Pseudobetrag und {\displaystyle M} eine {\displaystyle (n\times n)}-Matrix über {\displaystyle R} mit den Zeilenvektoren {\displaystyle m_{1},\dots ,m_{n}}. Dann gilt
{\displaystyle |\det M|\,\leq \,\prod _{i=1}^{n}\|m_{i}\|_{1}}
mit der 1-Pseudonorm.

## Bemerkungen
- Die klassische Hadamard-Ungleichung liefert wegen {\displaystyle \|x\|_{2}\leq \|x\|_{1}} die schärfere Abschätzung.
- Liegt ein Ring {\displaystyle R\subseteq \mathbb {C} } mit der üblichen Betragsfunktion der komplexen Zahlen zu Grunde (Beispiel: die ganzen Zahlen {\displaystyle \mathbb {Z} }), so ist stets die schärfere klassische Hadamard-Ungleichung anwendbar.